# I Feel Free
Singles de Cream
Wrapping Paper
(1966) Strange Brew
(1967)
I Feel Free est une chanson de Cream écrite par Pete Brown et composée par Jack Bruce, sortie en 1966.
Elle apparaît en ouverture de la version américaine du premier album du groupe, Fresh Cream. Second single de Cream, avec N.S.U. en face B, I Feel Free se classe 11e au Royaume-Uni, où elle n'est pas incluse sur l'album.

## Reprises
- The Amboy Dukes sur l'album The Amboy Dukes (1967)
- Belinda Carlisle sur l'album Heaven on Earth (1987) – également parue en single (no 88 aux États-Unis)
- David Bowie sur l'album Black Tie White Noise (1993) – il la reprenait déjà en concert en 1972
- Foo Fighters en face B du single DOA (2005)